# Borbo borbonica

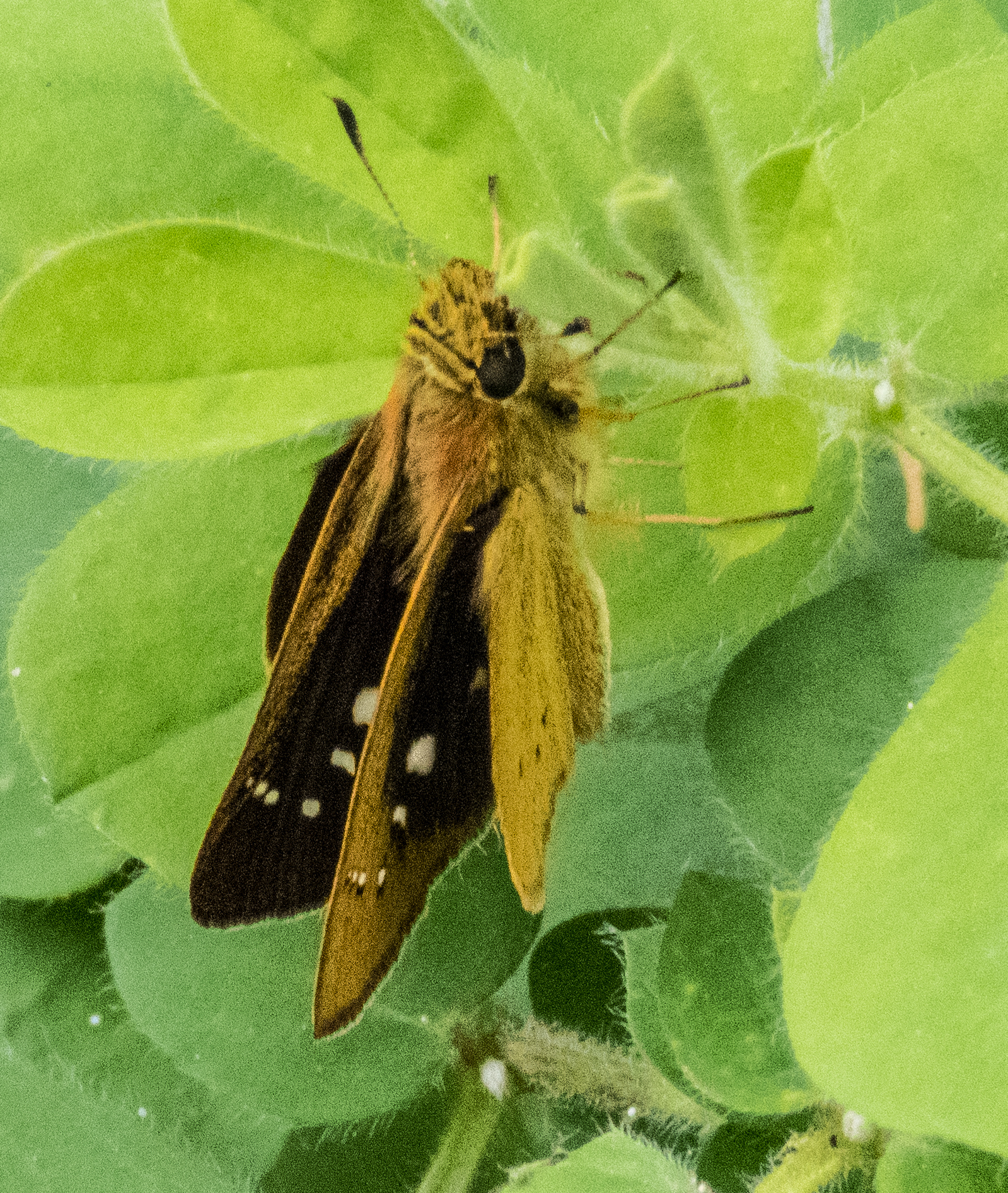
Borbo borbonica alas abiertas

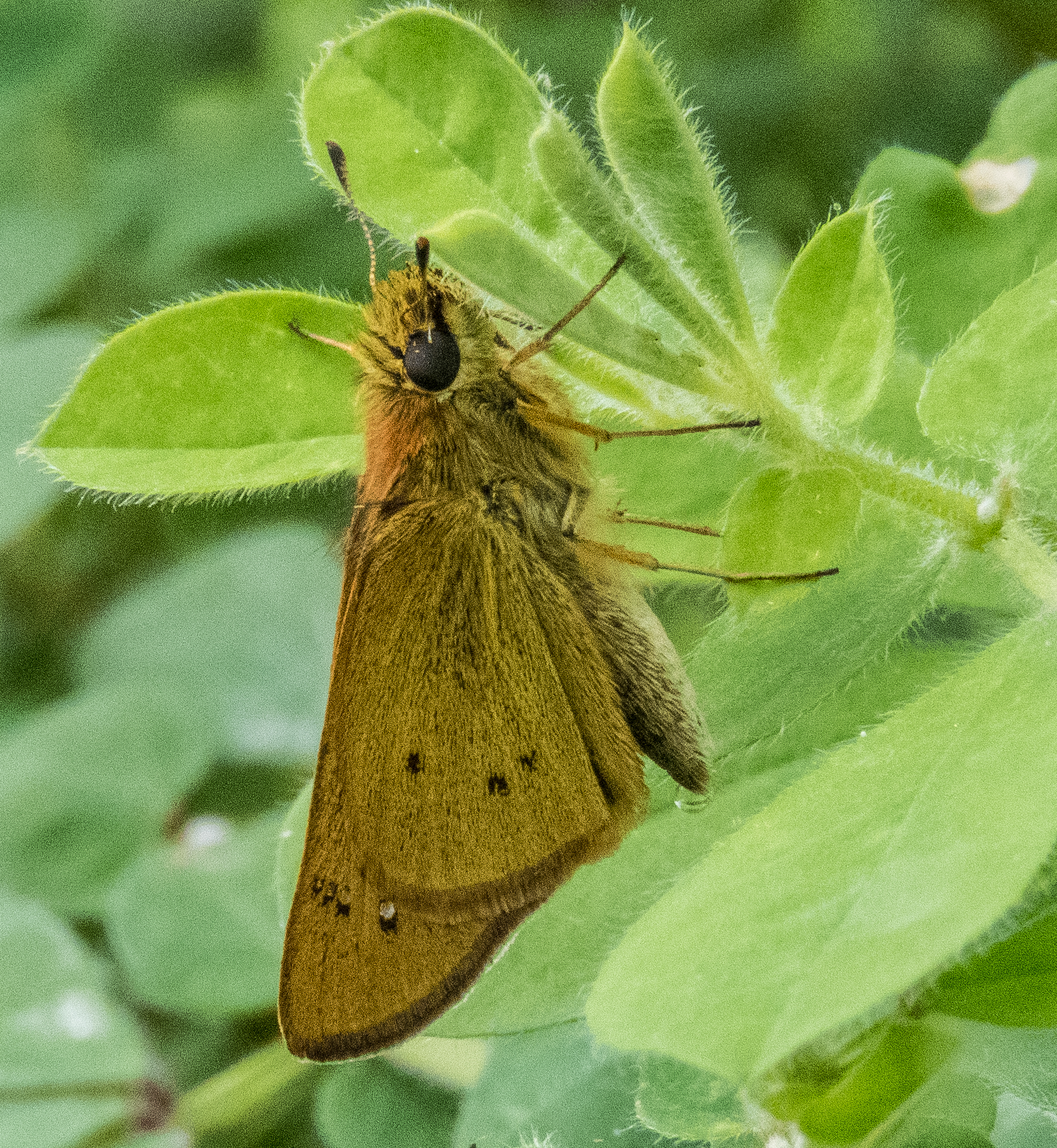
Borbo borbonica alas cerradas

Borbo borbonica es una mariposa de la familia Hesperiidae.

## Morfología
Machos y hembras presentan poco dimorfismo sexual, las hembras son de mayor tamaño y las ventanas hialinas son algo más grandes. La longitud de las alas anteriores es de 14–15 mm. 

## Fenología
Según estudios de Miguel G. Muñoz presentan una primera generación primaveral en mayo-junio. En la población de Ornipark, una segunda en septiembre-octubre.

## Distribución
Especie eminentemente tropical o zonas muy cálidas, húmedas o pantanosas, donde abunden sus plantas nutricias o nectarífera como Lythrum salicaria, se pueden localizar a lo largo de la costa sur del mar Mediterráneo, principalmente en Siria, hasta Arabia Saudita y en África, islas Mauricio y la isla Reunión.
Las poblaciones más septentrionales están en Europa, presente en España, anteriormente se conocían tres poblaciones: una en el Delta del Ebro (Tarragona), otra en Vall de LLorá (Gerona) y la tercera en la Bahía de Algeciras, Las poblaciones catalanas parecen haber desaparecido, por lo que la del Campo de Gibraltar sería la única que actualmente sobrevive en Europa.
Según Tolman & Lewington (2011) y Muñoz Sariot (2013), B. b. zelleri tiene un comportamiento dispersivo/migrador ocasional, por lo que es posible que se localicen nuevas poblaciones según se avanza en su estudio.
La población más conocida, fácil de observar y posiblemente de las pocas donde se ha comprobado fehacientemente su reproducción es la de la Charca de Anfibios de Ornipark, en el Centro de Visitantes Huerta Grande, de la Agencia de Medio Ambiente de la Junta de Andalucía, en la Barriada de Pelayo, Algeciras, en La Provincia de Cádiz, Andalucía, España (Población descubierta por el biólogo y ornitólogo David Barros Cardona)y seguida por distintos especialistas, donde se han observado el desarrollo completo de generaciones desde mayo-junio a septiembre-octubre, entre su planta nutricia, últimos datos confirman su presencia en la Laguna de La Janda, Puerto Real y jardines de la Universidad de Málaga no sería extraño que estos datos se vieran aumentados por más localizaciones, por la gran cantidad de observaciones realizadas en distintos sitios.

## Plantas nutricias
Larvas
- En España Polypogon viridis y Sorghum halepense
- En el norte de África Leersia oryzoides y Sorghum halepense.
- En La Islas Mauricio, se alimentan de Panicum.
- En Sudáfrica, han sido detectadas en Ehrharta erecta, Oryza, Pennisetum y Zea mays

AdultosUna en la provincia de Málaga libando sobre flor de Lantana camara, (José Manuel Moreno-Benítez)

## Protección
Según un reciente artículo de la Sociedad Gaditana de Historia natural (SGHN) la Borbo borbonica zelleri es una de las joyas entomológicas de la provincia. Catalogada En Peligro de extinción en los libros rojos de Andalucía (Barea-Azcón et al., 2008) y España (Verdú & Galante, 2006) pero paradójicamente ha quedado sin protección legal tras la reciente publicación de los respectivos catálogos.

## Estudios y artículos
En este estudio, publicado en la Revista Gaditana de Entomología y firmado por Miguel G. Muñoz, se aportan los primeros datos de la biología y ecología de esta especie en el continente europeo, a la vez que se localizan nuevas poblaciones debido a que es una gran voladora, ampliando notablemente su área de distribución en la provincia, pasando de 1 a 5 cuadrículas UTM de 10x10.

## Subespecies
- Borbo borbonica borbonica (África subsahariana, incluidos Mauritania, Senegal, Gambia, Guinea, Sierra Leona, Liberia, Costa de Márfil, Ghana, Togo, norte de Nigeria, Zambia, Mozambique, Zimbawe, norte de Botsbuana, norte de Namibia, Sudáfrica, Suazilandia, Madagascar, Reunión, Rodrigues, Mauricio)
- Borbo borbonica zelleri( península ibérica, norte de África, Oriente medio)
- Borbo borbonica morella (de Joannis, 1893) (Islas Seychelles)